# A Stranger in Camp
A Stranger in Camp è un cortometraggio muto del 1915. Il nome del regista non appare nei credit del film interpretato da Brinsley Shaw e Glen White.

## Produzione
Il film fu prodotto dalla Victor Film Company

## Distribuzione
Distribuito dall'Universal Film Manufacturing Company, il film - un cortometraggio in una bobina - uscì nelle sale cinematografiche USA il 14 maggio 1915. Nello stesso anno, il 4 ottobre, venne distribuito anche nel Regno Unito dalla Transatlantic con il titolo A Stranger in the Camp.